# Domestikace rostlin

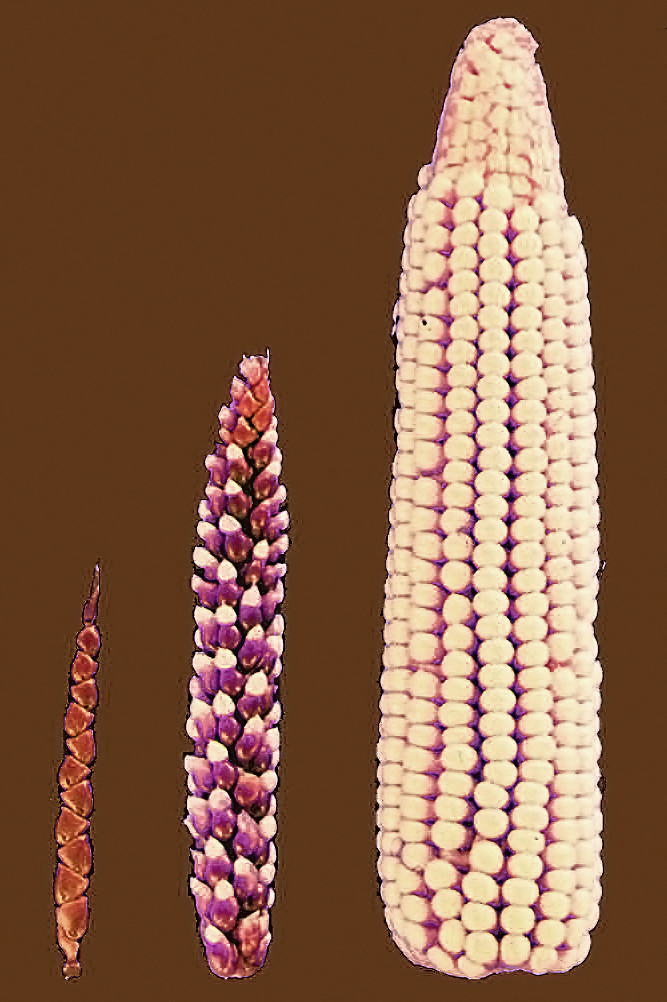
porovnání klasu plané a domestikované kukuřice seté

Domestikace rostlin je proces, ve kterém dochází k přeměně divokých rostlin na rostliny záměrně pěstované. Proces domestikace je nejprve neuvědomělý, až později se jedná o cílený výběr semen z nejvhodnějších rostlin. Za klíčový moment domestikace se pokládá sběr, uchovávání a následné vysetí sklizených semen, na místo jejich ponechání k samovolnému výsevu. Semena lidé začali vybírat a museli jim vytvořit příhodné podmínky pro jejich růst. To zahrnovalo vhodnou půdu, a především dostatek vláhy. A tak se vypěstovaly první domestikované rostliny – ječmen, pšenice, olejnaté rostliny jako sezam a luštěniny, například bob. Zpočátku tvořily domestikované rostliny přibližně 10 % lidské obživy. Postupem času se důležitost rostlin zvyšovala.
Domestikační proces je sloučením tří faktorů – člověka, daného organismu a prostředí. Časem se člověk snažil dosáhnout větších semen, většího počtu, zlepšení klíčivosti, a tak došlo ke změně jejich velikostí. Příkladem může být vinná réva. Je to dvoudomá rostlina s bobulemi velikosti hrášku. Z ní člověk postupně vypěstoval dnešních několik tisíc oboupohlavních odrůd, z nichž některé rodí až osmikilové hrozny bobulí velkých jako švestky.
Domestikace rostlin začala před více než 12 tisíci lety a nejvhodnější podmínky byly v oblasti „úrodného půlměsíce“, tedy ostrova Kypr, přes Malou Asii až do Mezopotámie. K tomu výrazně přispěla poloha v blízkosti řek, kde byl dostatek vody na zavlažovaní polí a vytvoření zavlažovacího systému. Díky archeologickým nálezům z oblasti Tell Abu Hureyry existují doklady o skladování kompletně domestikovaných obilnin už na počátku neolitu (7500 př. n. l.). Oproti tomu v nižších epipaleotických vrstvách byla nalezena pouze semena sesbíraná v divokých nekultivovaných pláních (zjištěno díky složení semen a plevelů). Zároveň nemáme žádné doklady o záměrném skladování semen rostlin dříve, než právě v neolitu. (Abu Hureyra je velký kopec o ploše 11,5 hektarů s osmi metry stratigrafické vrstvy. Toto místo se nachází na okraji údolí Eufratu v dnešní Sýrii.)
Dnes už je také známo, že pěstované plodiny, jako například žito, oves, hrachor či vikve, existovaly dříve jen jako plevele mezi domestikovanými rostlinami. Až postupem času je člověk začal pěstovat samostatně.
Před 10 tisíci lety docházelo k domestikaci i v Amazonii.